# Tuxoctenus mcdonaldae
Tuxoctenus mcdonaldae is een spinnensoort in de taxonomische indeling van de stekelpootspinnen (Zoridae).
Het dier behoort tot het geslacht Tuxoctenus. De wetenschappelijke naam van de soort werd voor het eerst geldig gepubliceerd in 2008 door Raven.